# ゲイル・キュービック
ゲイル・キュービック（Gail Thompson Kubik、1914年9月5日 - 1984年7月20日）は、アメリカ合衆国の作曲家。
オクラホマ州サウスコフィービル出身。イーストマン音楽学校で学んだ後、シカゴのアメリカ音楽院でレオ・サワビーに師事し、さらにハーバード大学でウォルター・ピストンとナディア・ブーランジェに師事した。イリノイ州のモンマス大学でヴァイオリンと作曲を教えた他、コロンビア大学やスクリプス大学などで音楽史を講義した。1940年、ニューヨークに出てNBCに作曲スタッフとして入社した。第二次世界大戦中は戦争情報局の映画音楽ディレクターとなり、映画音楽の作曲・指揮を行った。1952年、『協奏交響曲』でピューリッツァー賞音楽部門を受賞した。1963年から1983年までフランスのヴォクリューズ県ヴナスクに居住した。

## 作品

### オペラ
- 空の鏡（1957）

### 管弦楽曲
- ピアノトリオ（1934）
- ヴァイオリン協奏曲第1番（1934-36）
- ヴァイオリン協奏曲第2番（1940/41）
- 交響曲第1番変ホ長調（1946）
- ピアノソナタ（1947）
- 協奏交響曲（1952）
- 交響曲第2番ヘ長調（1954-56）
- 交響曲第3番（1956）
- ディヴェルティメント第1番（1959）
- 弦楽四重奏曲（1960）
- ディヴェルティメント第2番（1969）

### 映画音楽
- メンフィス・ベル（1944）
- ジェラルド・マクボイン・ボイン（1950）
- 必死の逃亡者（1955）